# 72 sata bez kompromisa
72 sata bez kompromisa međunarodni je godišnji višednevni volonterski projekt. Osnovan je 1995. u Njemačkoj.

## Cilj
Projekt animira mladež i promiče solidarnost, zajedništvo, kreativnost i volonterstvo. Mladež ovdje stavlja sebe, svoje vrijeme i sposobnosti na raspolaganje za konkretne volonterske akcije, kao što su ekološke, humanitarne i zabavne akcije kako na župama tako i u udrugama koje se bave različitim karitativnim djelovanjima i pritom promiču kršćanske vrijednosti (npr. Udruga Zdenac, Udruga MOST, biskupijski Caritas, Studentski centar Split, Katolička inicijativa Hrvatsko nadzemlje i dr.). Jedan od glavnih ciljeva je potaknuti mlade intelektualce da budu pokretači pozitivnih promjena u hrvatskom društvu.

## Povijest
Korijeni projekta su u Katoličkoj Crkvi u Njemačkoj. Osmislila ga je i pokrenula skupina mladeži čija je namjera bila smisliti kako učinkovito potaknuti svoje vršnjake na volontiranje i beskompromisno, bezuvjetno davanje drugima. Osobita pozornost bila bi pružena onima na marginama društva, diskriminiranima, siromašnima, potrebitima.
Projekt godinama uspijeva okupiti tisuće mladih koji su se javili za dragovoljni rad. U Europi je projekt do danas zaživio u Njemačkoj, Austriji, Češkoj, Slovačkoj, Mađarskoj, Sloveniji, Bosni i Hercegovini, Italiji, Švicarskoj, a Hrvatska se ovom popisu pridružila kao deseta zemlja u Europi.
Akcija se prvi put počela održavati u Hrvatskoj 2014. u Splitu te su se 2015. godine pridružili Zagrebu i Dubrovniku, a voditelji i koordinatori akcije su bili SKAC-ovci u Zagrebu, Splitu i Dubrovniku.
Osim u navedenim gradovima, ovaj projekt održava se još u devetnaest (2024.) gradova i općina: Karlovac, Metković, Osijek, Sinj, Sisak, Slavonski Brod, Suhopolje i Zadar, od 2020. u Križevcima, Krku, Rijeci i Šibeniku, a od 2021. i u Vukovaru.  

## Akcije
Mjesta gdje sudionici mogu pridonijeti volonterskim radom su npr. čišćenje, uređivanje domova, uređivanje parkova i okoliša oko škola, vrtića, crkvi, groblja, posjete različitim skupinama ljudi, pomaganje starijima i nemoćnima, radionice za mlade, prikupljanje sredstava za oboljele, ekološke akcije, kreativne radionice s djecom, s djecom s poteškoćama u razvoju, medijski projekti i radionice te ine volonterske aktivnosti, kao što su ljetni kamp za mlade, forum mladih katolika Hrvatske, tečajevi stranih jezika, plesa i umjetnosti, sveučilišni forumi, predavanja, tribine, humanitarno zabavne večeri, športske igre itd.

## Vanjske poveznice
- Službeni website
- mladicentar.org: 72 sata bez kompromisa,  Arhivirana inačica izvorne stranice od 6. listopada 2015. (Wayback Machine) – Nadbiskupijski centar za pastoral mladih Ivan Pavao II, Centar za mlade Sarajevo, Sarajevo
- facebook.com: 72 sata bez kompromisa
- skac.hr: 72 sata bez kompromisa,  Arhivirana inačica izvorne stranice od 30. studenoga 2015. (Wayback Machine) – SKAC Palma
- ktabkbih.net: Na Internetu dostupna verzija projektne dokumentacije "72 sata bez kompromisa" – KTA BK BiH, Sarajevo, 20. ožujka 2015.
- youtube.com: Službeni trailer 72 sata bez kompromisa 2015. – kanal Katoličke inicijative Hrvatsko nadzemlje, 28. rujna 2015.